# 太田川橋
太田川橋（おおたがわばし）は、広島県の一級河川太田川にかかる橋。
特に広島市内の太田川中流域において、太田川橋（あるいは太田川橋梁）と名の付く橋が集中して複数あり、ここではそれについて記載する。

## 概要
江戸時代、この地には広島から北へ向かう出雲石見街道（雲石街道/別称可部街道）が通り、山陽道と山陰道を結ぶ重要な街道として発達した。可部街道は近代に入ると国道54号として整備され、平行して可部線が開通する。
現在、左岸安佐北区可部南 - 右岸安佐南区八木にある国道54号「太田川橋」「新太田川橋」およびJR可部線「太田川橋梁」はこの近代以降に整備された橋である。なお上流側から54号新太田、54号太田、JR太田の順で並ぶ。
またそこから約4km下流側に安佐大橋と並行して山陽自動車道「太田川橋梁」がある。

## 略歴
- 1887年（明治20年） - 木橋の太田川橋開通[2]。
- 1904年（明治37年） - 太田川橋に架け替え[2]
- 1911年（明治44年） - 可部線太田川鉄橋開通[3]
- 1919年（大正8年） - 洪水により太田川橋落橋[4]
- 1923年（大正12年） - 鋼橋の太田川橋に架替[2]
- 1953年（昭和28年） - 可部線太田川鉄橋架け替え[3]。
- 1957年（昭和32年） - 新しい橋（現橋）の太田川橋に架替[2][5]
- 1980年（昭和55年） - 新太田川橋を併設[2][5]
- 1988年（昭和63年） - 山陽自動車道太田川橋梁開通

## 国道54号
下流側が太田川橋で上り線つまり市内方向、上流側が新太田川橋で下り線つまり可部方面となる。歩道は2つの橋の両外側片方ずつにある。
太田川橋としての最初の架橋は1887年のことで、現在の橋に架け替えたのが1957年。この時、大正時代に造られた旧橋は壊されずそのまま三次市に移設し、2014年現在も「祝橋」として現存している。
新太田川橋は国道54号佐東バイパス整備に伴い1980年に架橋している。
東岸側にある可部自動車学校は元々この橋の下の河川敷で開校した学校である。
諸元
- 太田川橋
  - 橋種 : 下路式カンチレバートラス橋[5]
  - 橋長 : 323.1m[5]
  - 支間割 : 53.7m + 64.44m + 85.92m + 64.44m + 53.7m[5]
  - 幅員 : 9.0m[5]
  - 設計 : 中国四国地方建設局太田川工事事務所[5]
  - 施工 : 上部工 - 新三菱重工業、下部工 - 大本組[5]
- 新太田川橋
  - 橋種 : 3径間連続鋼箱桁橋 + 2径間鋼連続箱桁橋[5]
  - 橋長 : 375m[5]
  - 支間割 : 63.75m + 67.0m + 70.3m + 69.2m + 82.1m[5]
  - 幅員 : 車道8.25m + 歩道2.5m[5]

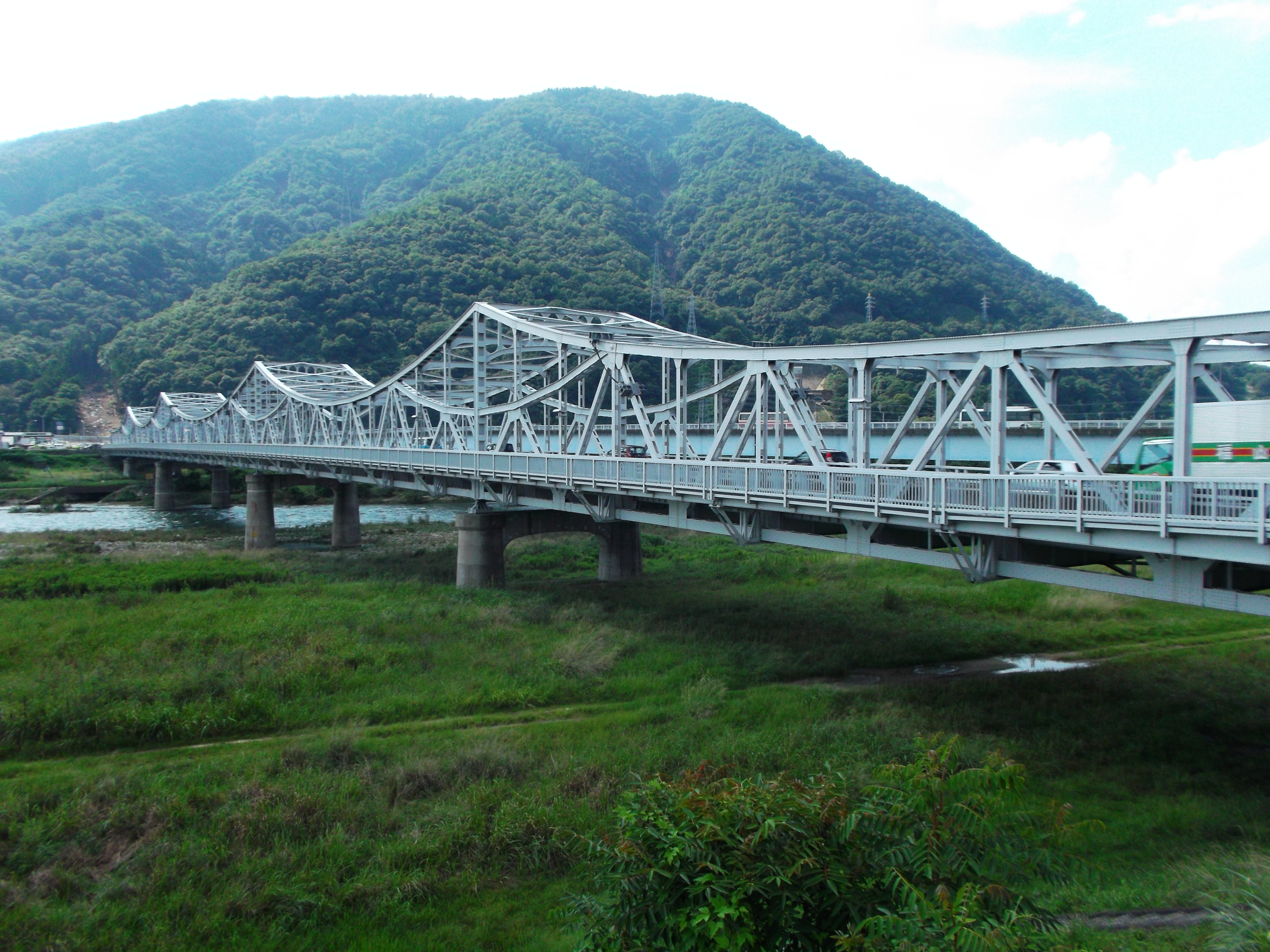
下流側から
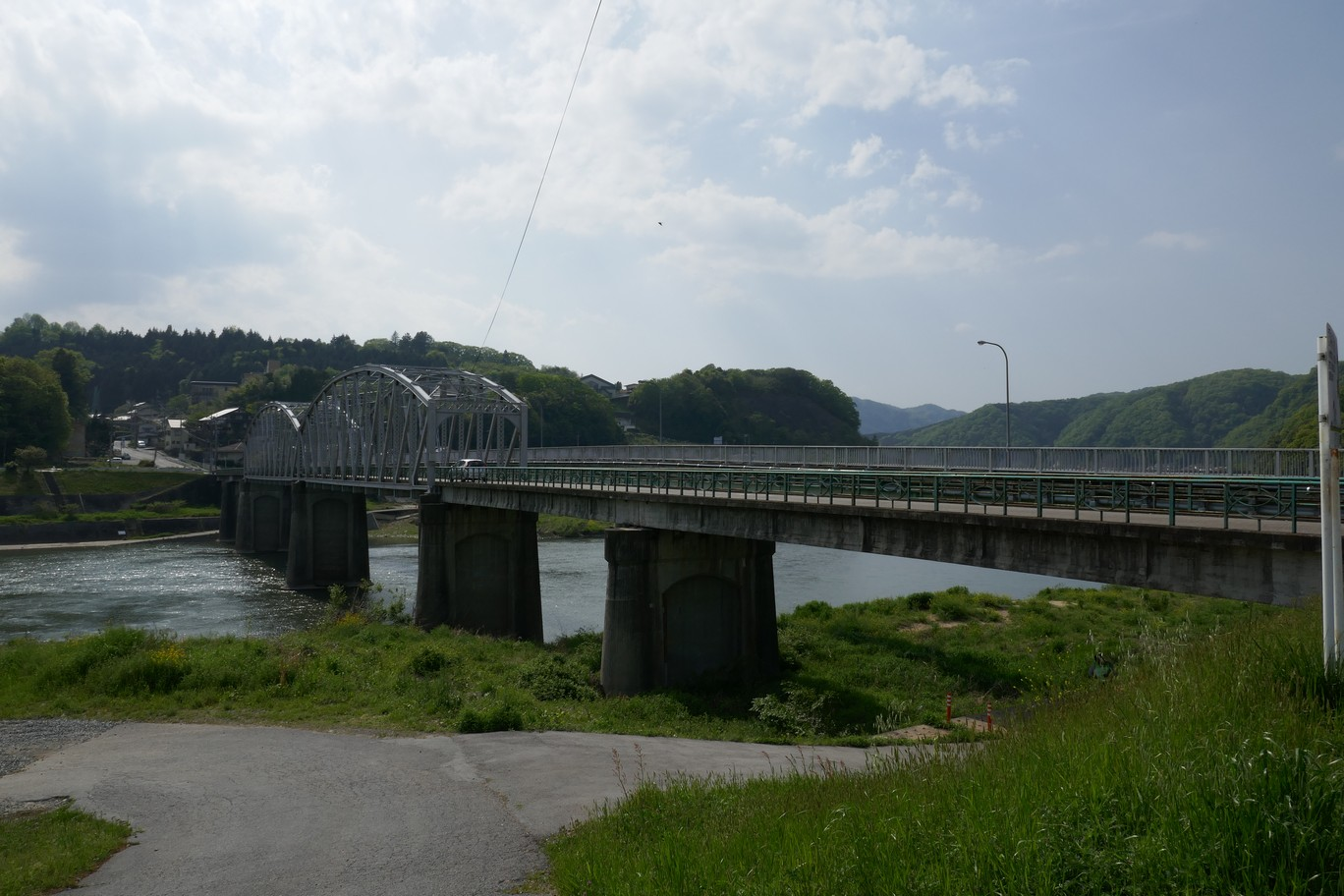
三次市内の祝橋。初代の太田川橋を移設したもの。

## JR可部線

上八木駅 - 中島駅間の1953年以前の線路・河岸および現在の線路・河岸。

JR可部線上八木駅と中島駅の間に位置し、国道54号の2つの橋の下流側に位置する。
元々は1911年大日本軌道広島支社によって開通した路線であり、当初の橋は現在のものより北で国道54号太田川橋のすぐ下流に位置していた。現在のものは、キジア台風およびルース台風被害後に整備された太田川改修工事に伴いルート変更したものであり、1953年に開通した。
諸元
- 橋種 - 多径間単純プレートガーター橋[3]
- 橋長 : 353.37 m[3]
- 支間割 : 7@31.5 m + 5@25.4 m[3]
- 線数 : 単線[3]

旧線と現状
現在の可部線は、上八木駅のすぐ北で旧国道（県道270号）から離れ、太田川を斜めに渡って中島・可部方面へと至っている。しかし、1953年に太田川の改修に伴い現在の路線に付け替えられるまでは、可部線は太田川の河岸近くまで国道に沿って走り、河岸で急カーブを描いて現在の太田川橋のすぐ南で太田川を直角に渡り、再び急カーブを描いて可部方面に進路をとり、現在の中島駅付近で現在線に合流していた（なお、当時の上八木駅は現在より0.4 kmほど北に位置しており、また中島駅は1943年に休止され1953年当時は存在していなかった。また、当時の太田川橋は現在の太田川橋のすぐ北に位置していた）。
上八木駅北側の県道270号の傍らには、現在でも可部線旧線の路盤がかなり明瞭に残っている。太田川の西岸には橋台の跡（旧線のものかそれ以前の軽便鉄道時代のものかは不明）が残っており、川の中にも橋脚の跡を認めることができる。なお、太田川の東岸は改修に伴い位置が大きく変わっており、東岸側での旧線の痕跡は旧線の路盤を転用したと思われる中島駅前の駐輪場くらいである。

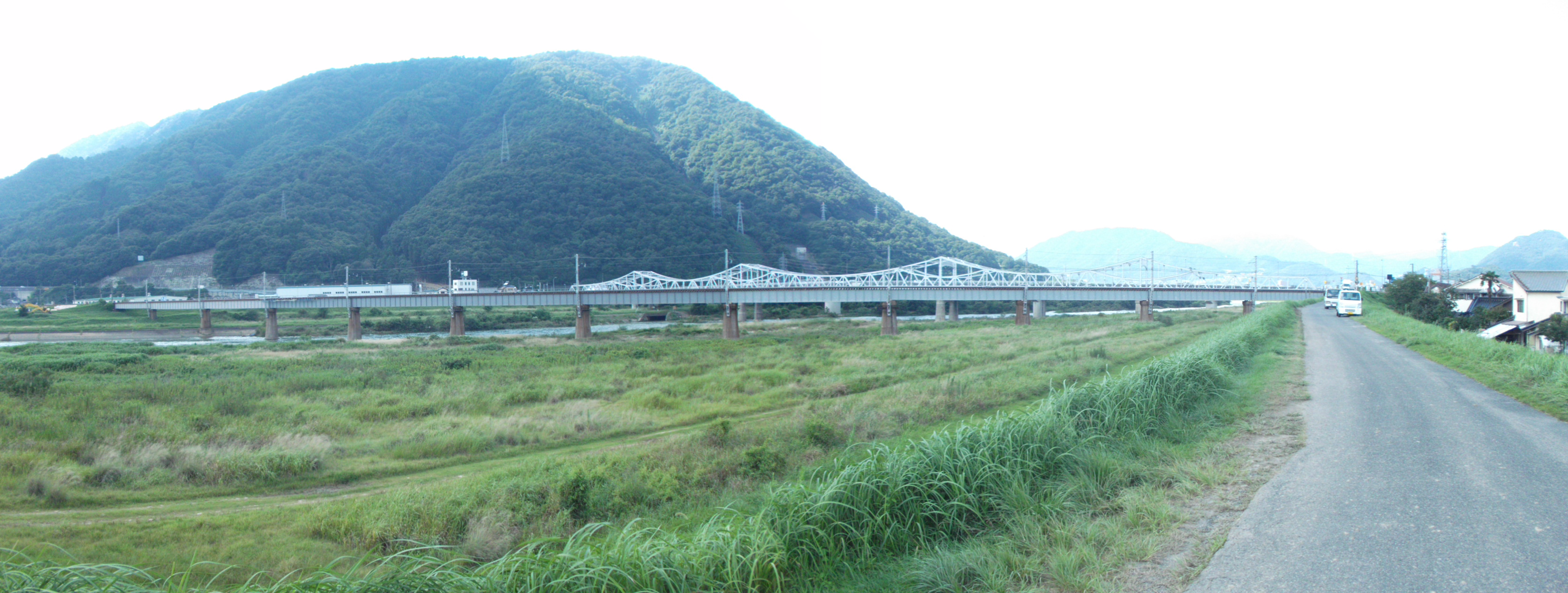
下流側から。奥のトラス橋が国道54号であり近接している事がわかる。
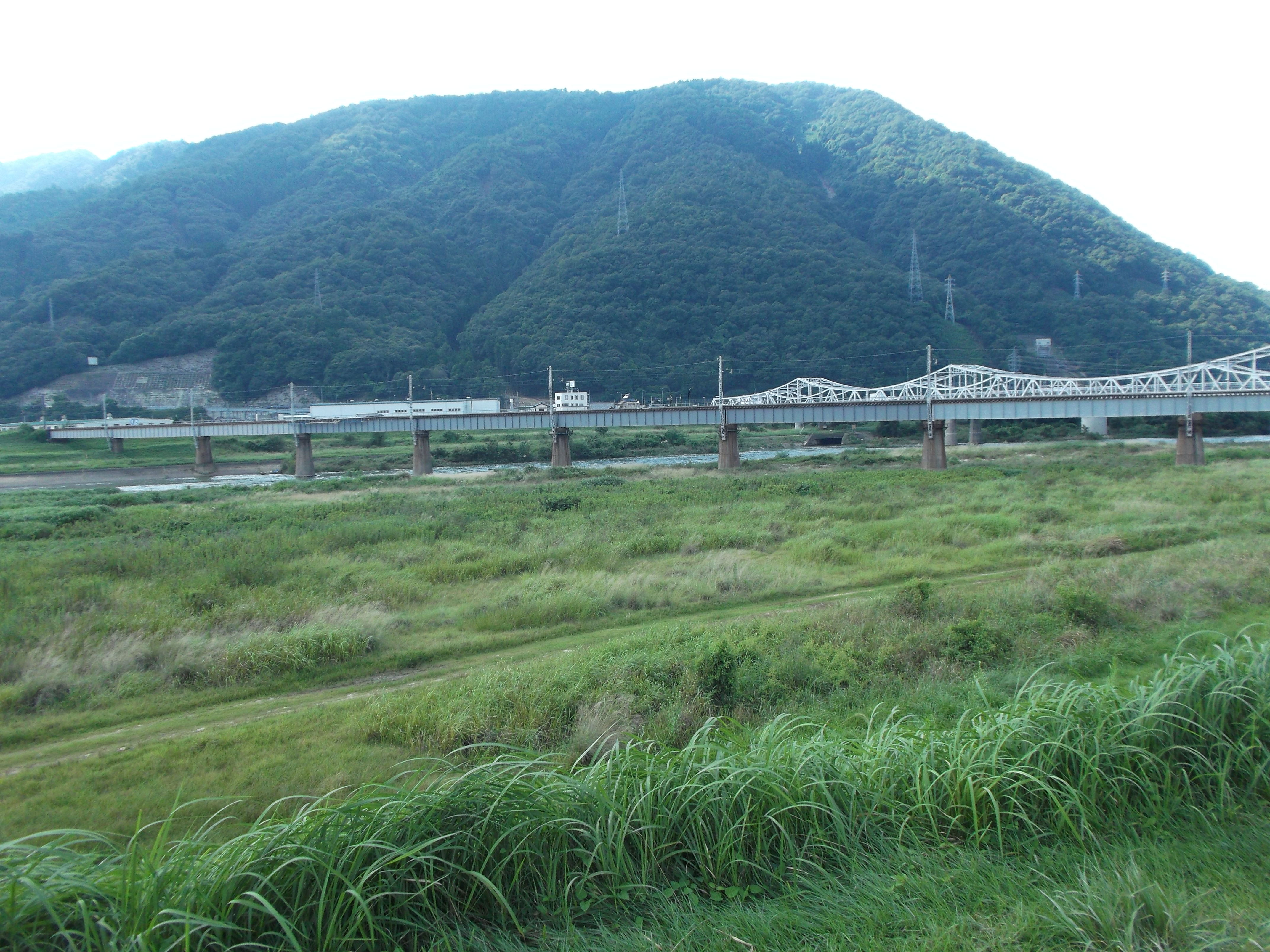
下流側から。
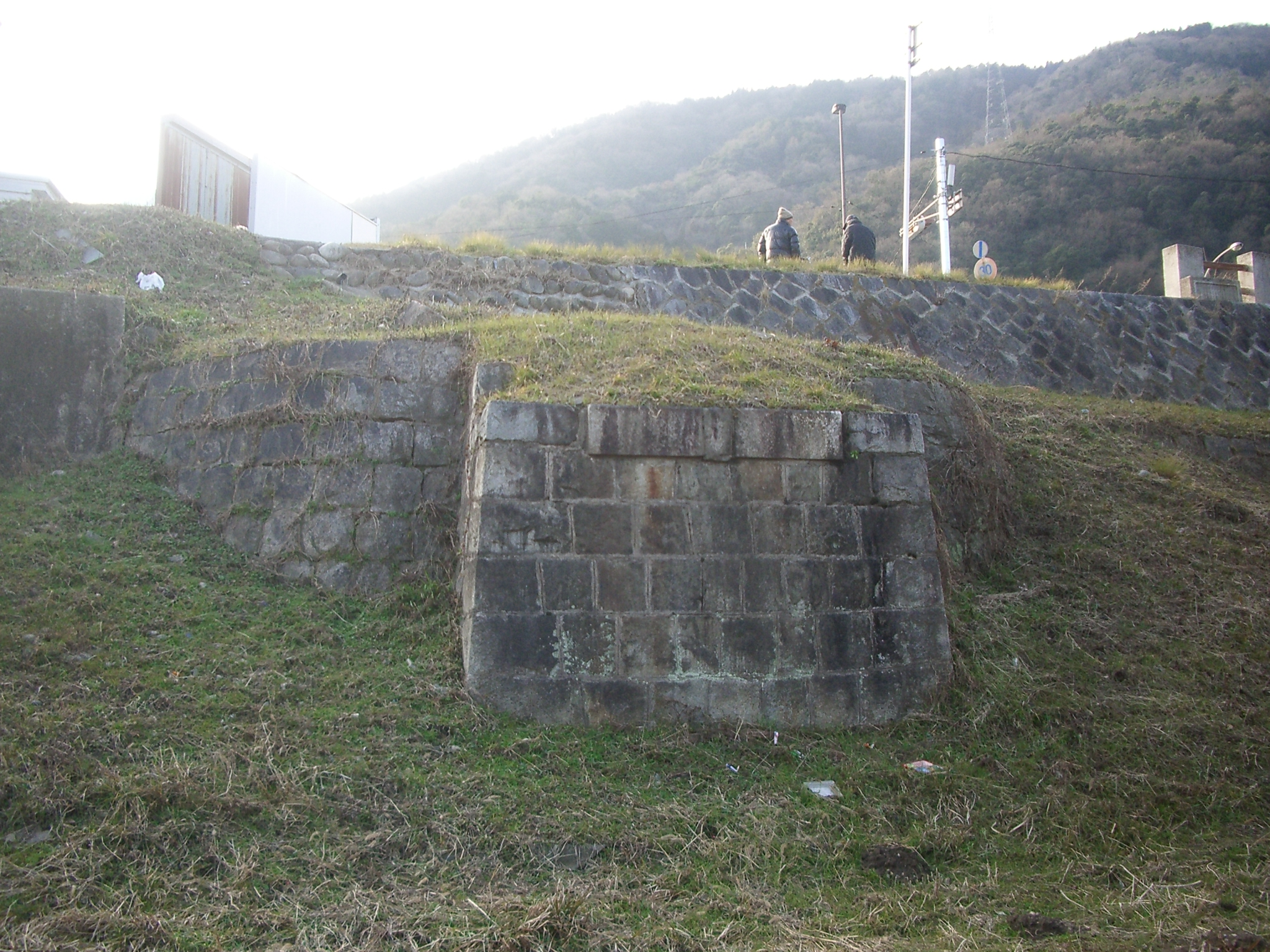
現橋梁の上流西岸側に残る旧橋梁橋台跡
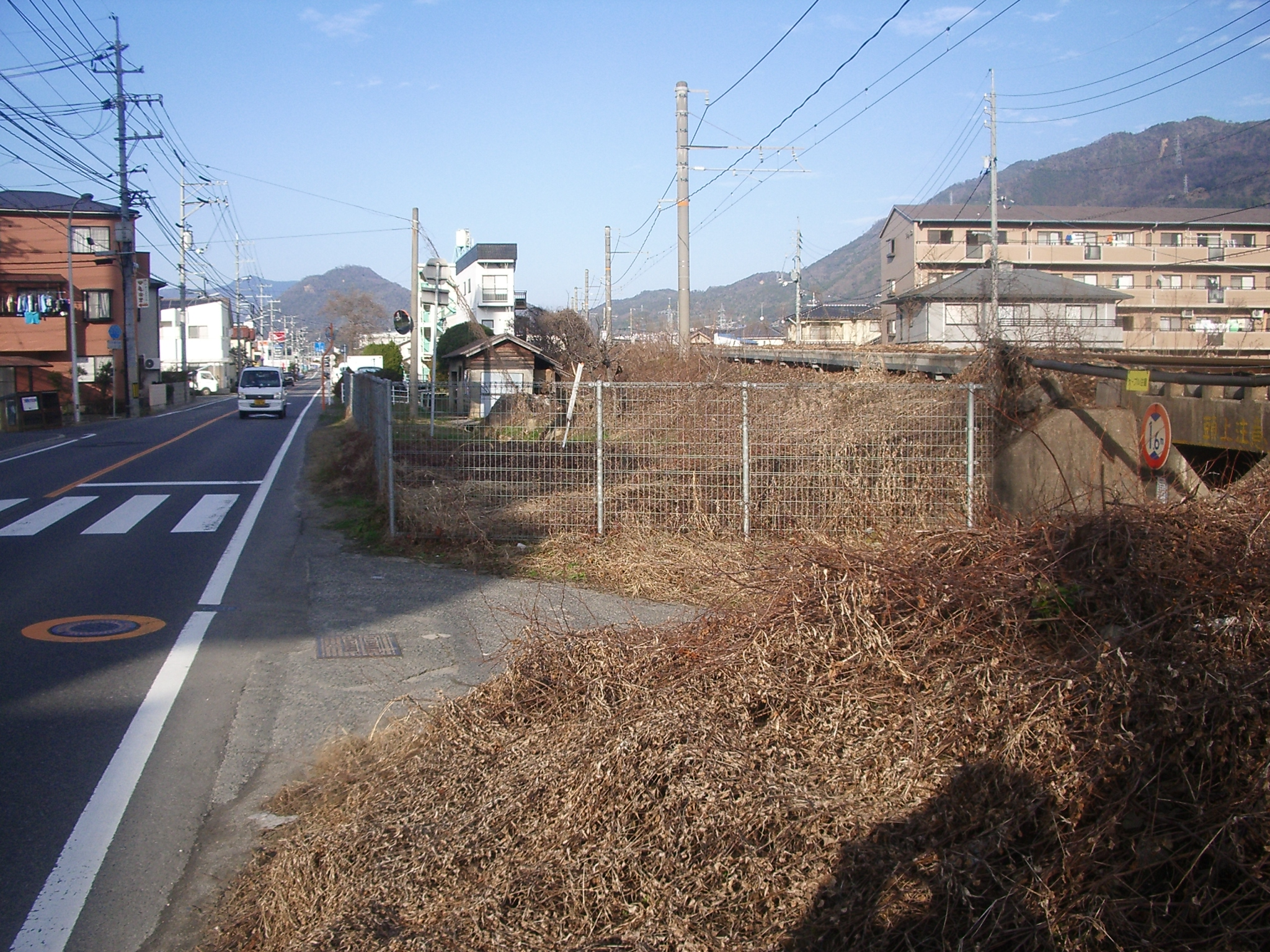
上八木駅北側に残る旧線の路盤跡

## 山陽自動車道
安佐大橋のすぐ下流側、安芸大橋から上流へ約3kmのところに位置する。
山陽自動車道広島東IC-広島IC間の開通に伴い、1988年に開通した。長さは上り線が744 m、下り線が718 mある。

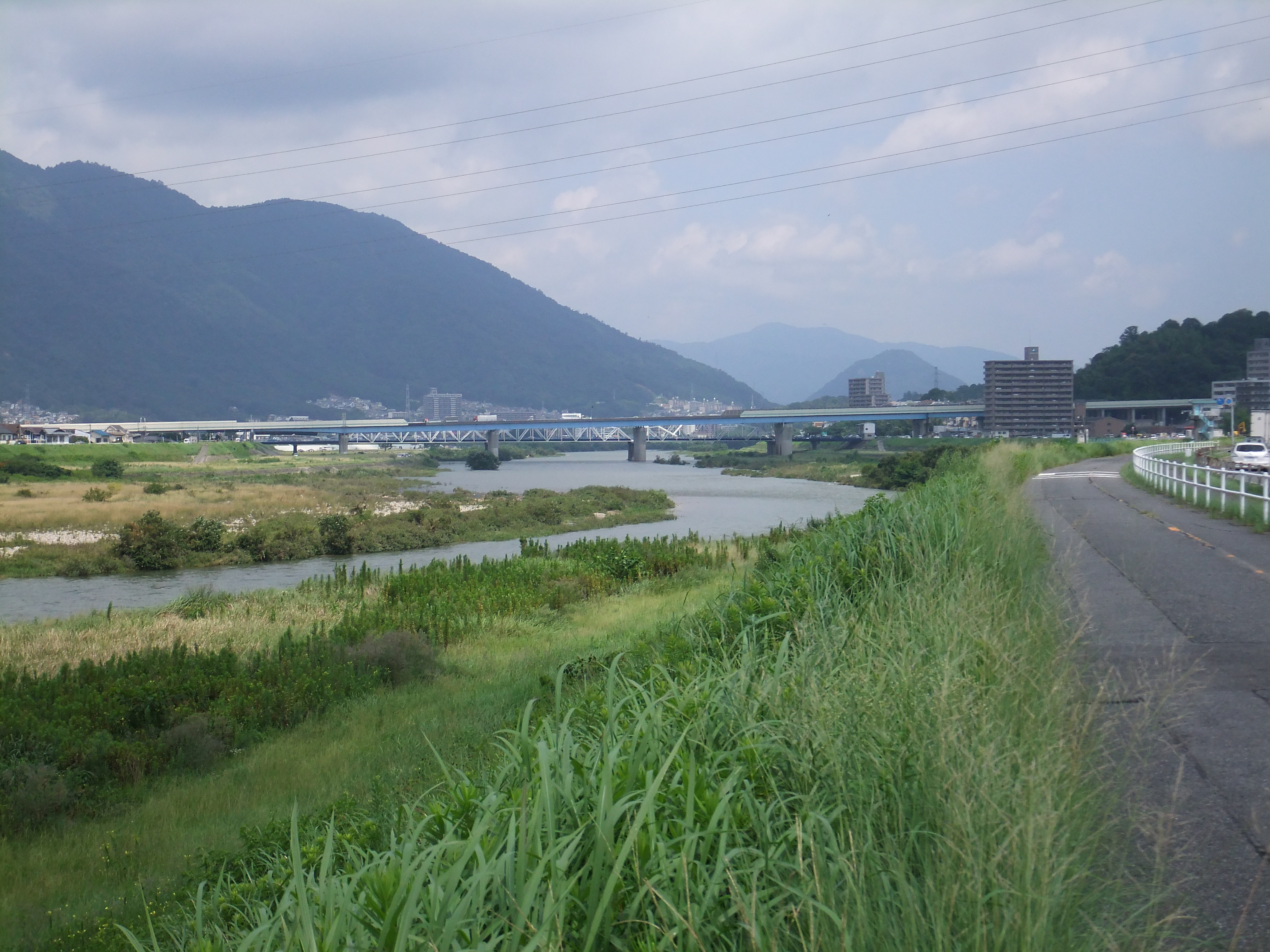
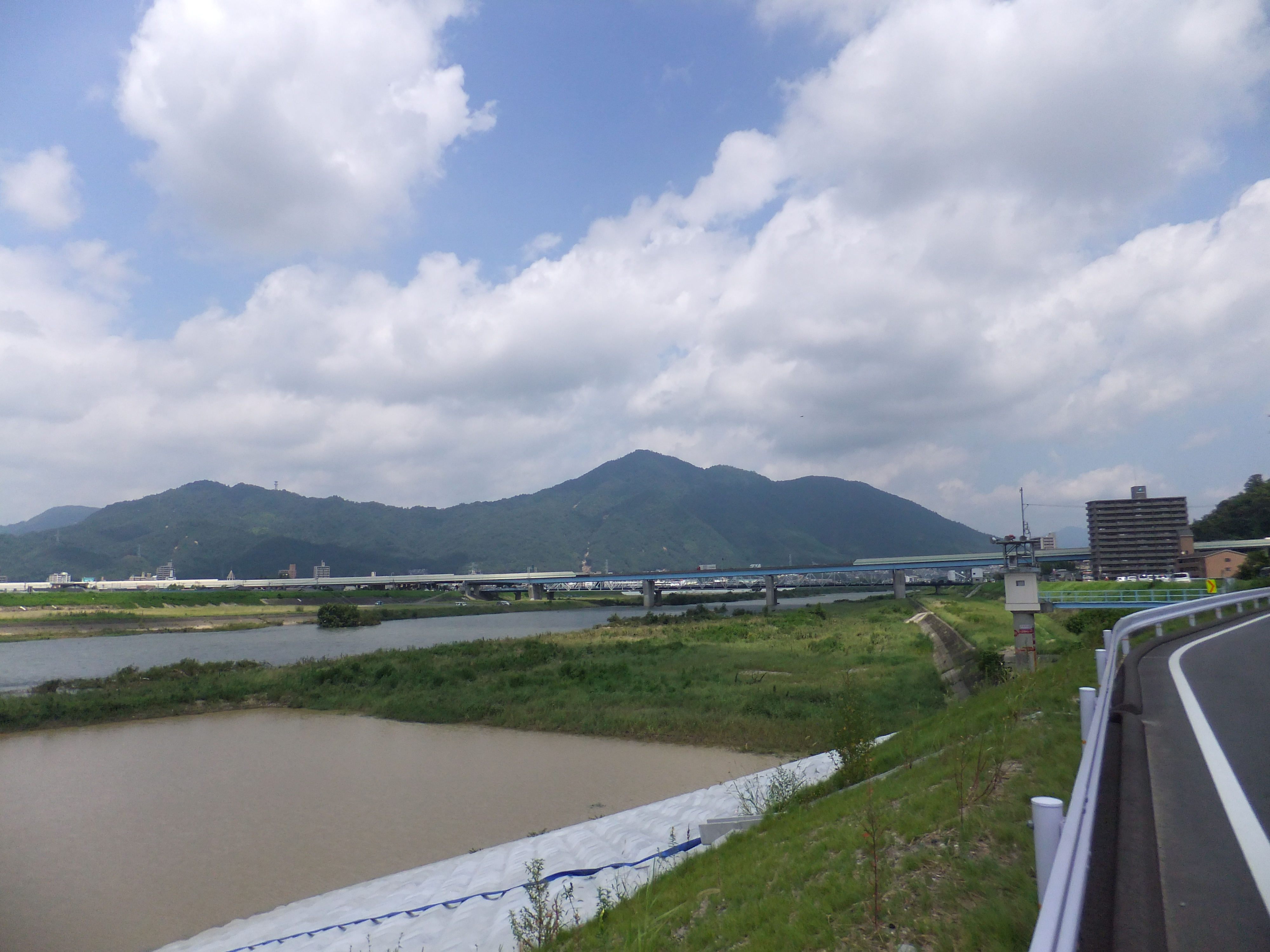
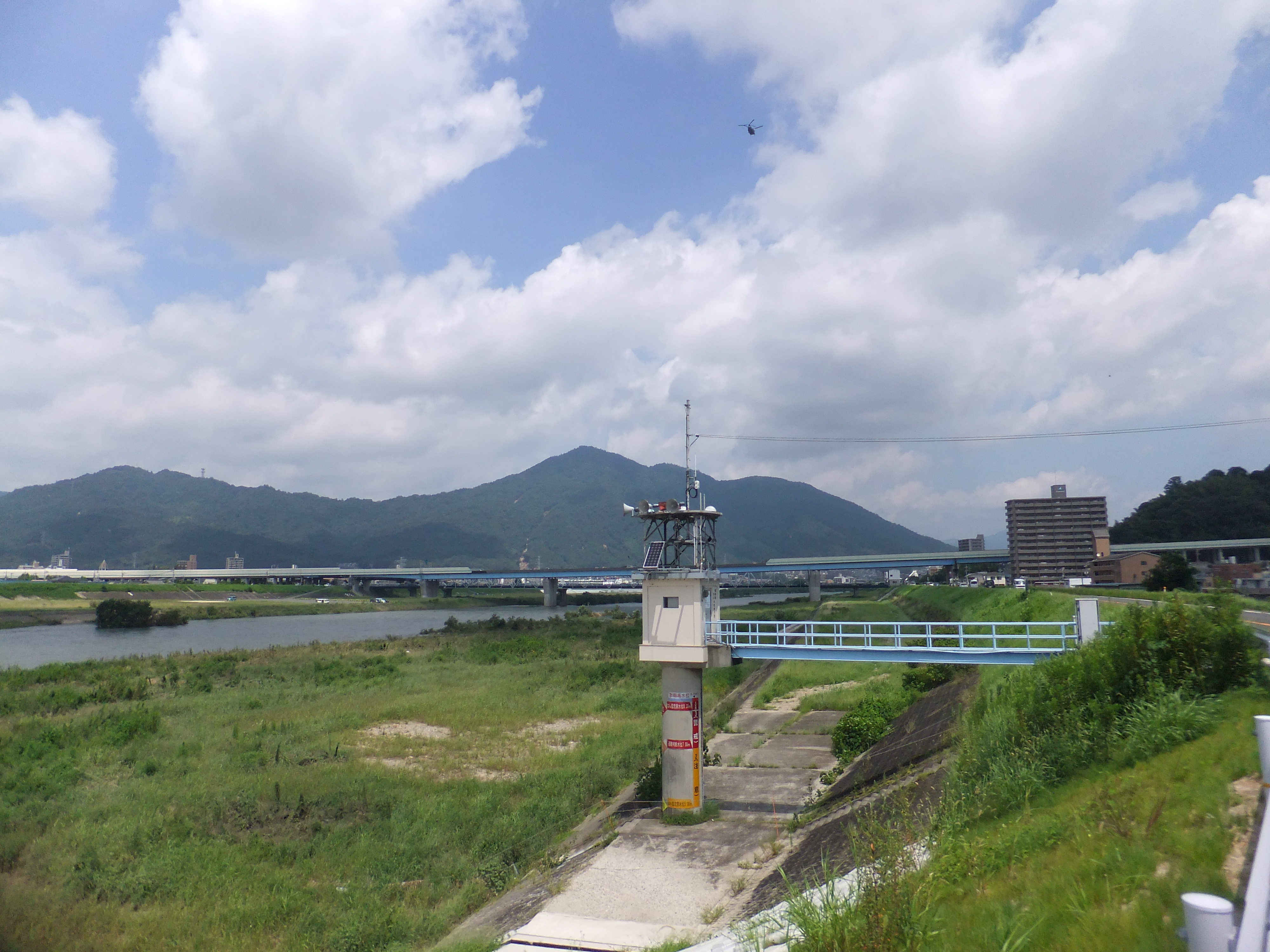
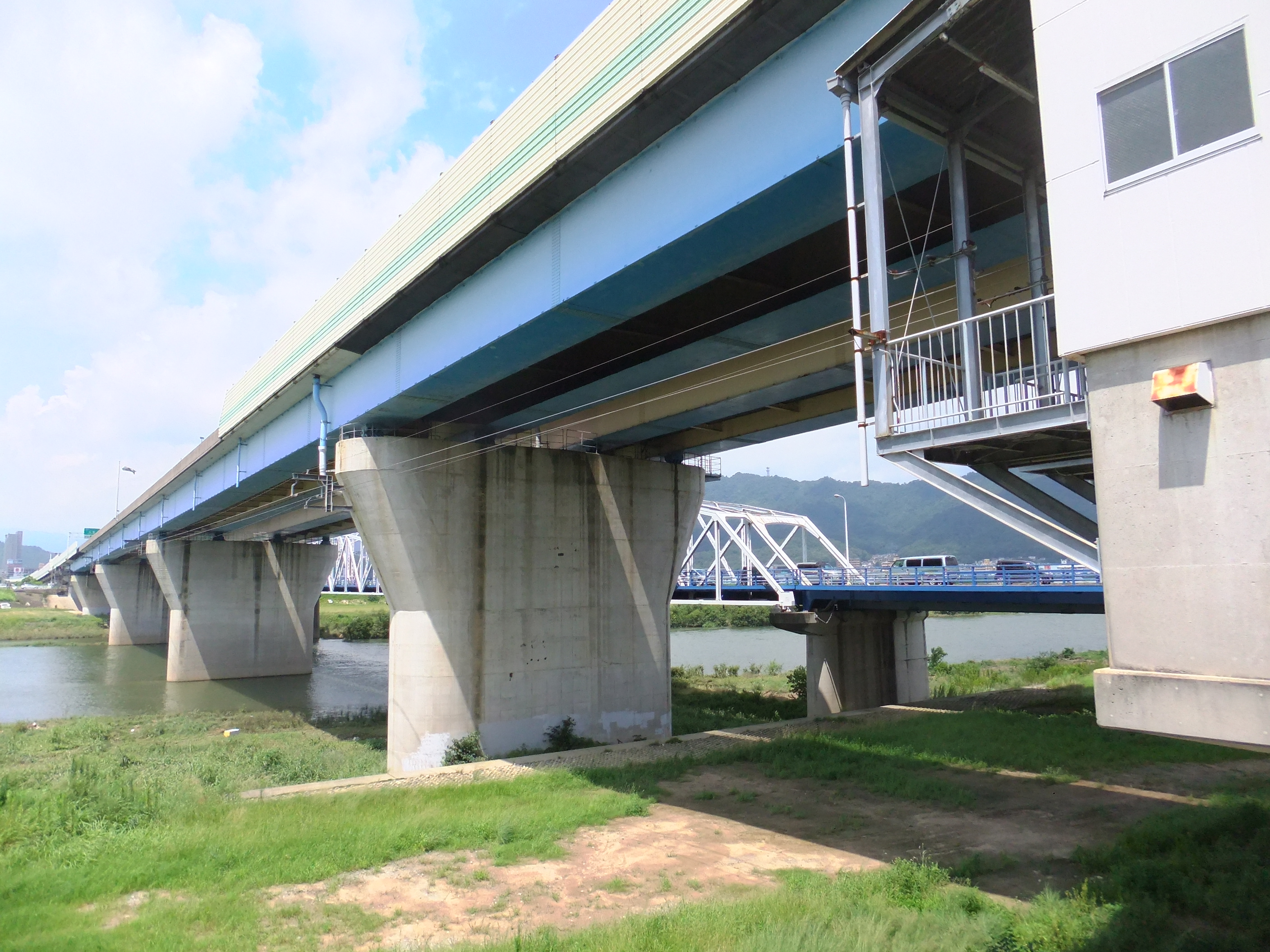

## その他
以下、国土交通省河川局が取りまとめた資料を根拠として記載する。これらはあくまで河川管理上の名前であり、実際橋を管理する団体における正式名称と違う場合がある。
太田川上流域
上流域には、「中国自動車道太田川橋梁」、廃線区間の旧JR可部線に「旧可部線第○太田川橋梁」（○には一から六が入る）がある。
太田川下流域
- 旧太田川の橋
  - 元々太田川の本流であった旧太田川においてJR山陽本線およびJR山陽新幹線の橋があり、それらは「○○線旧太田川橋梁」となっている。
  - うち、山陽本線側は戦前には「山陽鉄道太田川鉄橋」と呼ばれていた。1905年芸予地震では一部損傷[10]、1945年広島市への原子爆弾投下の際には被害はなく2日後には列車が通行した記録が残っている[11]。

- 太田川放水路の橋

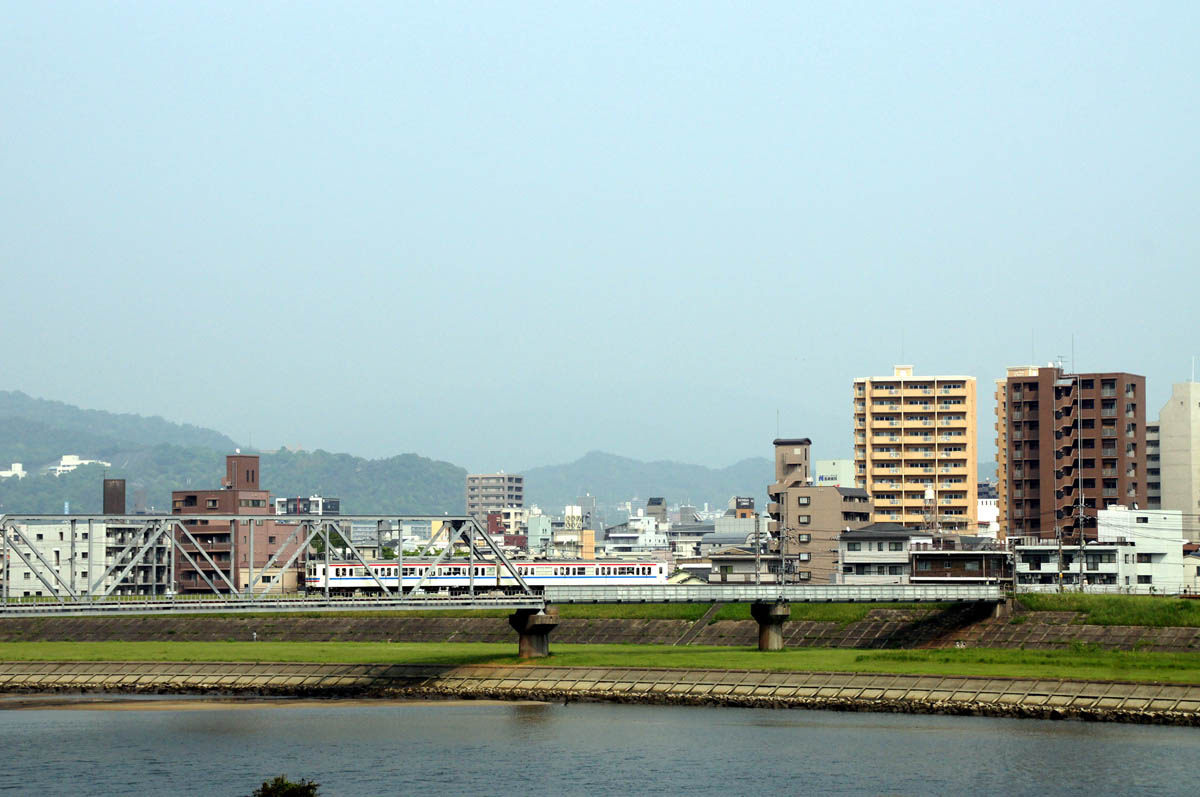
JR可部線太田川放水路橋梁

  - 太田川放水路は現在の太田川本流であるため、JR山陽本線およびJR山陽新幹線と可部線の橋は太田川橋梁の名が付いている。ただ新幹線のみ「山陽新幹線太田川橋梁」で他2線は「○○線太田川放水路橋梁」となっている。これらは太田川放水路改修工事以降に架けられた橋である。
  - また最下流部には2014年に開通した太田川大橋がある。

## 参考資料
- 四国五郎『広島百橋』春陽社出版、1975年。
- 『太田川水系の流域及び河川の概要』（PDF）（プレスリリース）国土交通省河川局、2007年。2014年7月13日閲覧。}